# Flachziegelgewölbe

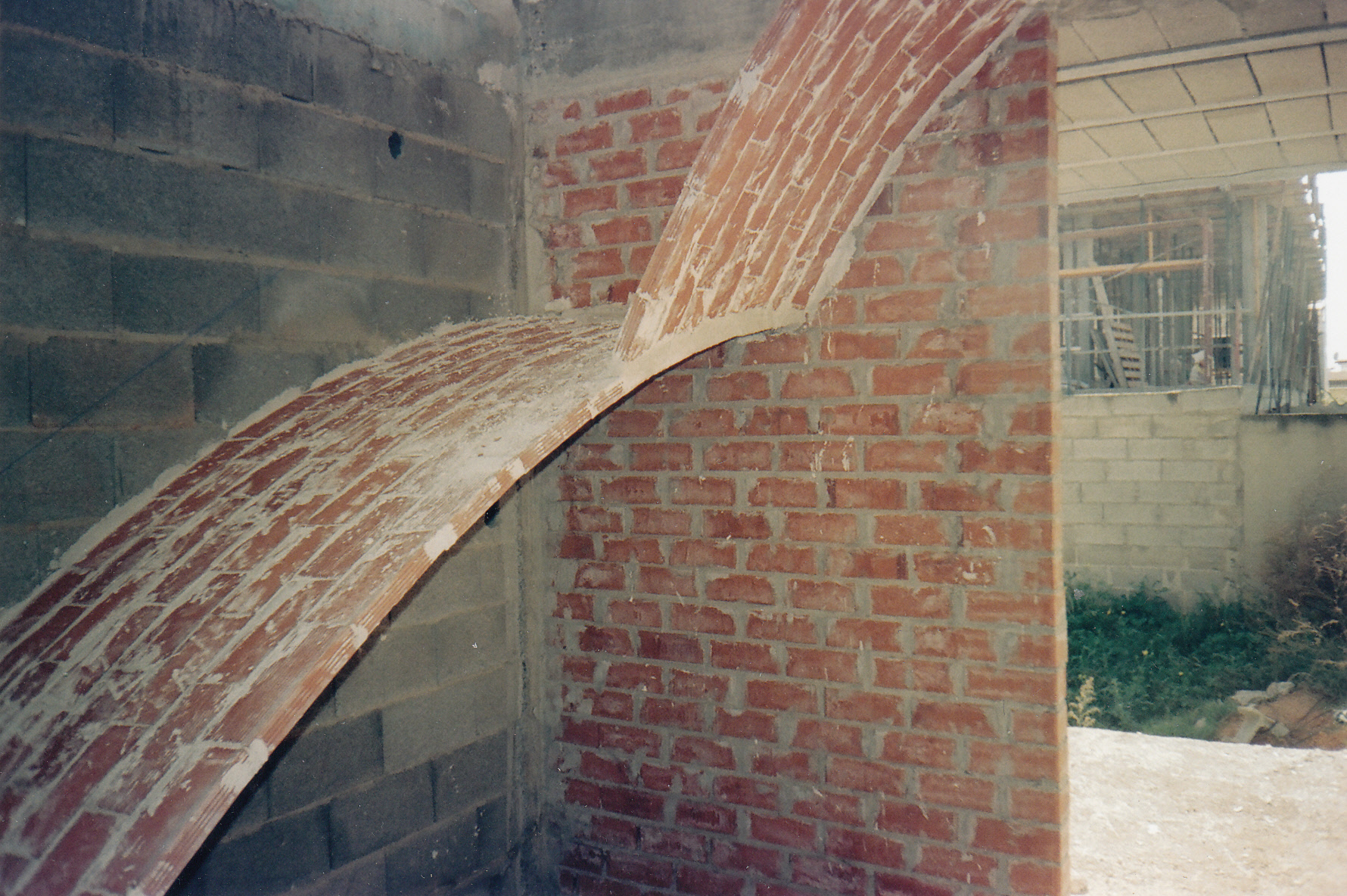
Die Ziegel der Flachziegelgewölbe werden genauso platziert wie die Ziegel der Trennwand, auf denen sie ruhen.

Das Flachziegelgewölbe ist eine Art Gewölbe, das dadurch gekennzeichnet ist, dass es normalerweise ohne Lehrgerüst gebaut wird, mit leichten Mauerziegeln und Schnellputz, wobei die Ziegel an ihren Kanten verklebt werden, einer vorbestimmten Krümmung folgen, bis man eine gewölbte, selbsttragende Gewölbeschale erhält.
Der Name Flachziegelgewölbe ist darauf zurückzuführen, dass sowohl sein Aussehen, die Materialien, aus denen es besteht, als auch sein Bauprozess denen von Ziegeltrennwänden ähneln. In Katalonien und anderen Regionen werden ihm auch andere lokale Bezeichnungen zugeschrieben, die jedoch technisch nicht sachgerecht sind.

## Geschichte
Der Ursprung dieser Art von Flachziegelgewölben liegt in der islamischen Architektur: Es finden sich erste Vorbilder in der Freitagsmoschee von Isfahan und in der Moschee von Kasbah und Qubba Barudiyyin in Marrakesch. Die ältesten Beispiele für unterteilte Gewölbe, die in europäischen Ländern gefunden wurden, befinden sich in der Zaouia in Aznalcóllar, in Cieza und in der Valencianischen Gemeinschaft, also in Gebieten mit einer bedeutenden Mudejaren-Bevölkerung.
Während des 14. und 15. Jahrhunderts verbreitete sich die Technik von Valencia nach Aragon und Katalonien. Im 17. Jahrhundert schrieb Lorenzo de San Nicolás die erste Abhandlung über den Bau von gekachelten Gewölben, und ein Jahrhundert später verbreitete Domingo de Petrés diese Gewölbe im Vizekönigreich Neu-Granada, dem heutigen Kolumbien. Félix François d'Espié, Jacques-François Blondel, Rudolf Steiner und David Gilly verteidigten die Nützlichkeit dieser Gewölbe in Frankreich und Deutschland.
Handbücher wie das von Manuel Fornés y Gurrea wurden im 19. Jahrhundert veröffentlicht, und Rafael Guastavino exportierte die Technik nach Nordamerika.
Später war es eine Technik, die von modernistischen Architekten, insbesondere von Antoni Gaudí, weit verbreitet war. Die Popularisierung von Stahlbeton und der Anstieg der Arbeitskosten, sind, führten jedoch dazu, dass sie nicht mehr wirtschaftlich wettbewerbsfähig waren, und im 20. Jahrhundert wurde die Verwendung von Flachziegelgewölben zunehmend aufgegeben, obwohl Architekten wie Luis Moya, Eladio Dieste, Carl Sattler und Le Corbusier verwendeten sie weiterhin.
In den letzten Jahrzehnten wurde das Interesse an dieser Art des Bauens erneuert. So entwarf Norman Foster in Ruanda einen Drohnenflughafen in Anlehnung an das Backsteingewölbe, das er 2016 auf der Architekturbiennale in Venedig präsentierte und voraussichtlich 2020 fertigstellen sollte.
Nach dem Zweiten Weltkrieg wurden Flachziegelgewölben zur Rekonstruktion historischer Gebäude wie Deutsches Jagd- und Fischereimuseum, die Münchner Residenz other die Damenstiftskirche St. Anna. In den letzten Jahrzehnten wurde das Interesse an dieser Art des Bauens erneuert. So entwarf Norman Foster in Ruanda einen Drohnenflughafen in Anlehnung an das Backsteingewölbe, das er 2016 auf der Architekturbiennale in Venedig präsentierte und voraussichtlich 2020 fertigstellen sollte.

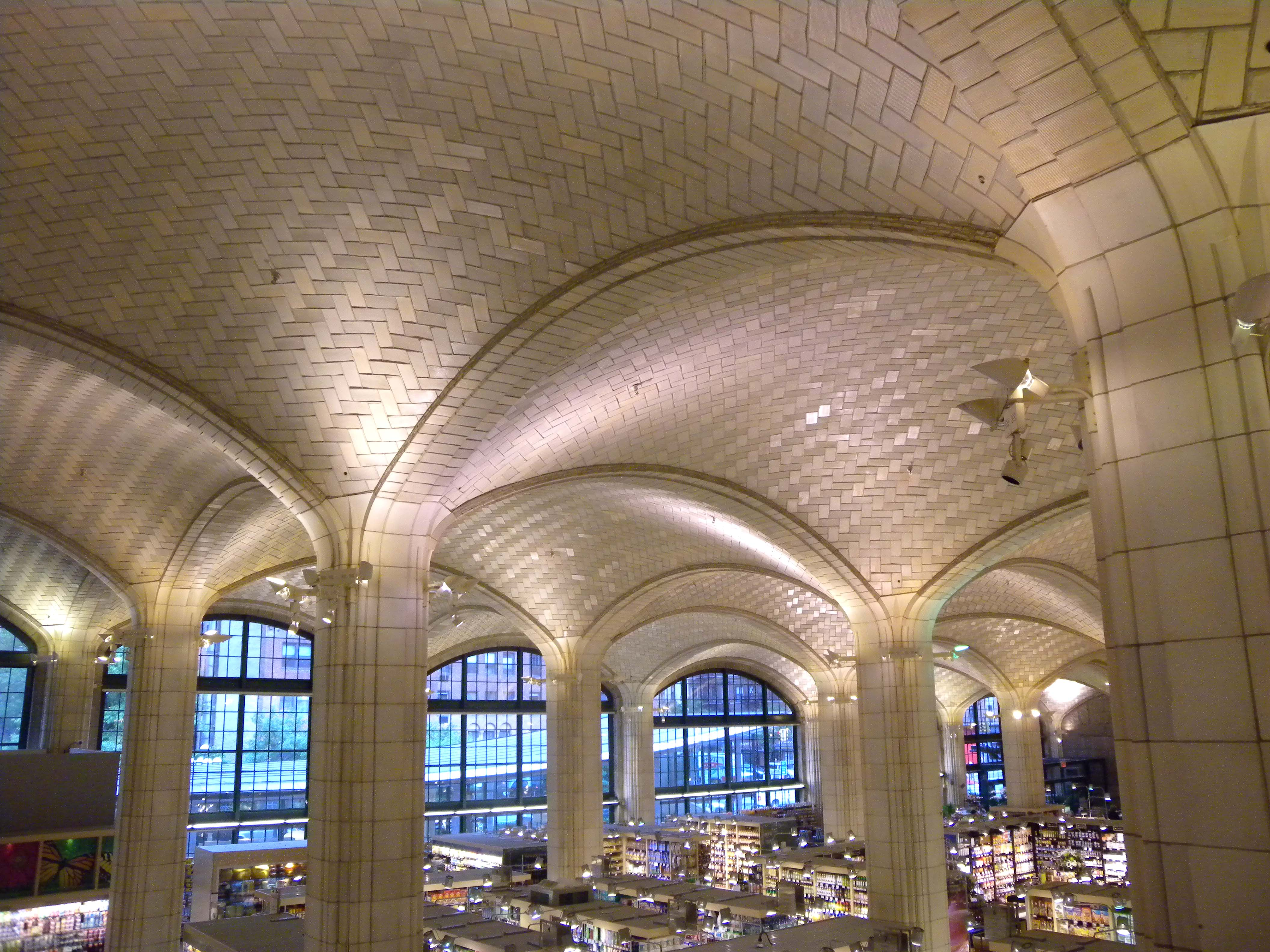
Flachziegelgewölbe in die Queensboro Bridge.
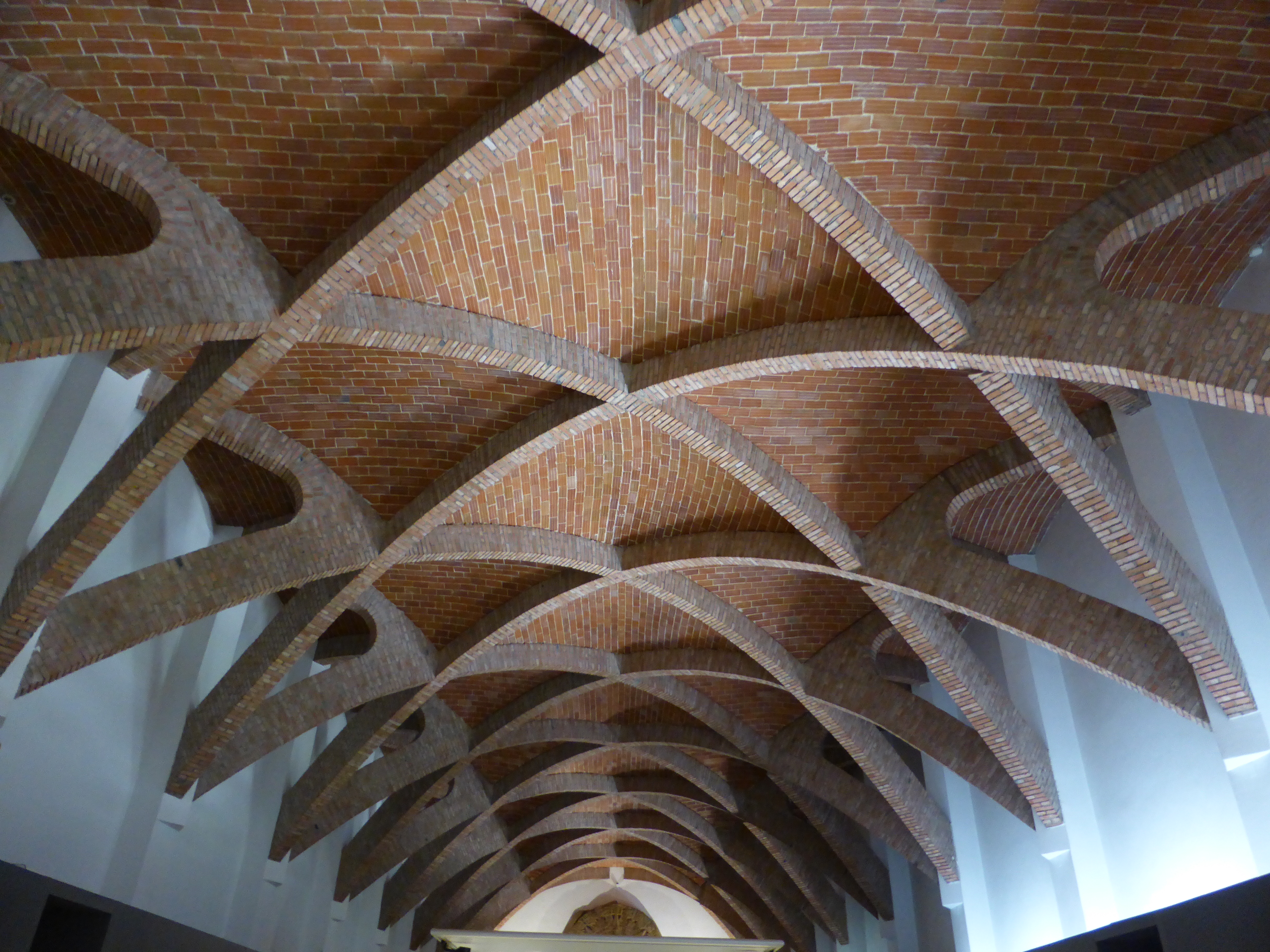
Flachziegelgewölbe in das Museo de América.
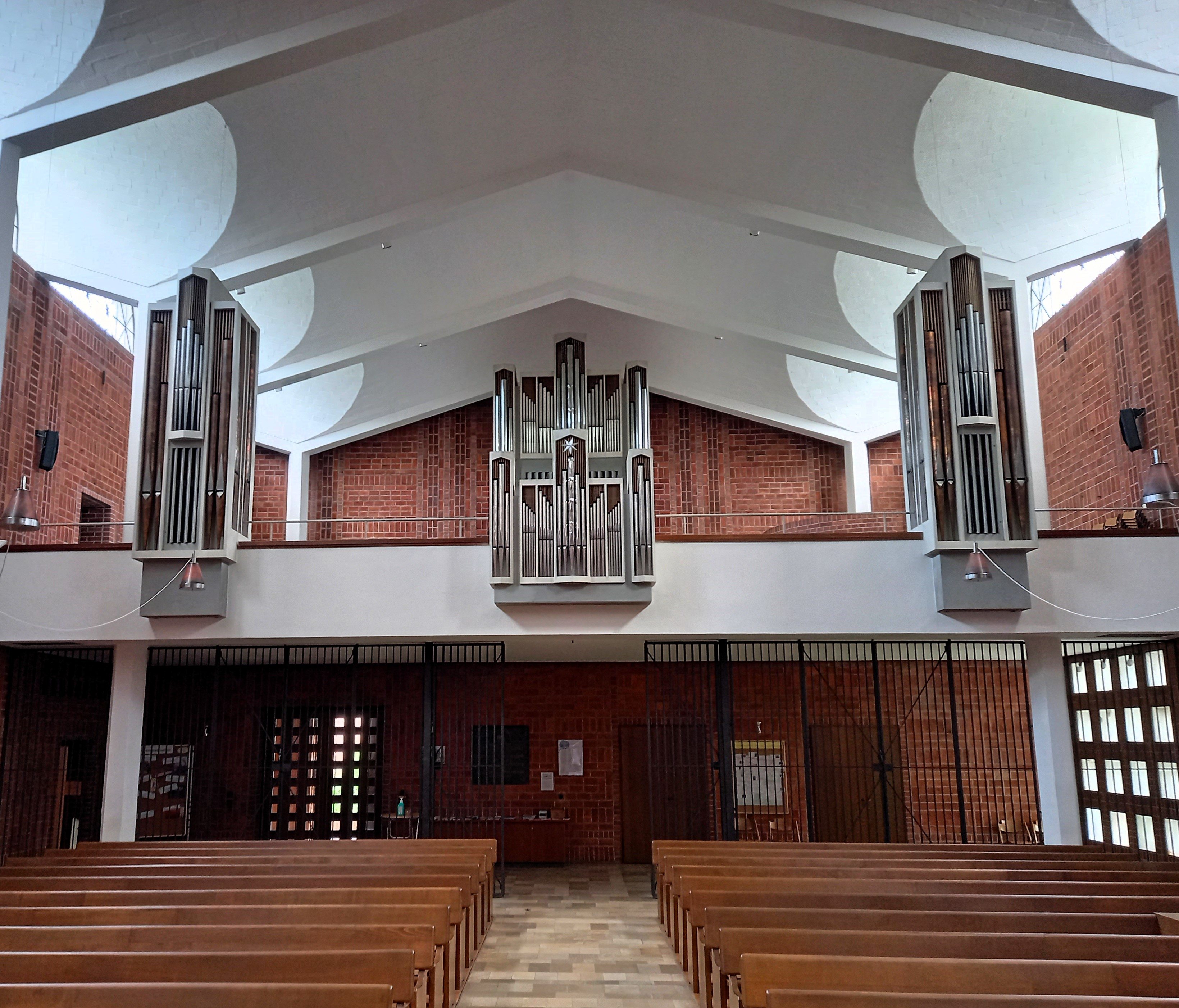
Flachziegelgewölbe in das Paul-Gerhardt-Kirche (München).
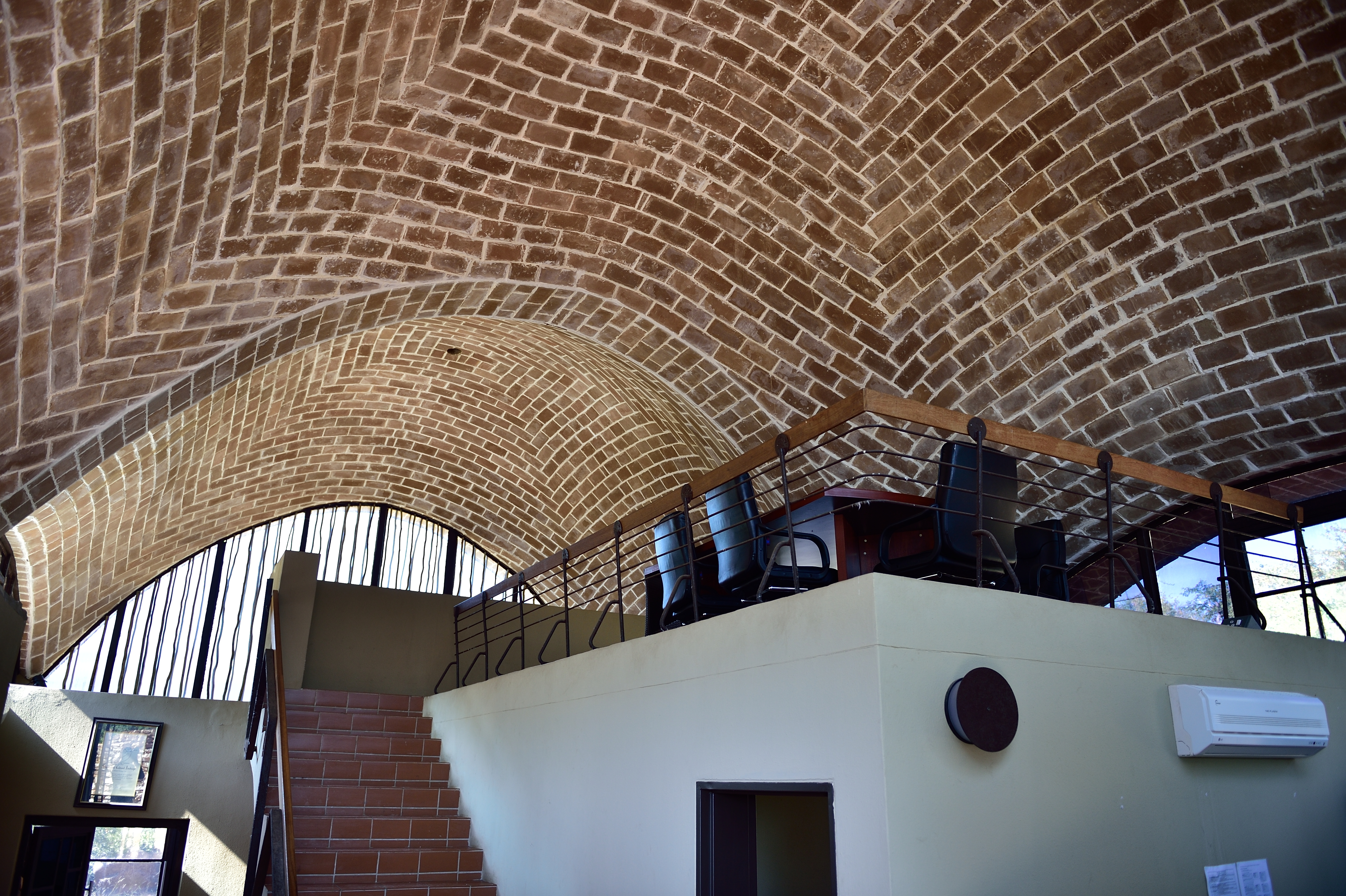
Flachziegelgewölbe in der Mapungubwe-Nationalpark.

## Technik
Es werden leichte Ziegel mit möglichst schnellhärtendem Mörtel bogenförmig an das Auflager gesetzt und Reihe um Reihe wird der Bogen nach innen fortgesetzt. Nach Fertigstellung der ersten Tragschicht können weitere Schalen zur Verstärkung oben aufgemauert werden.

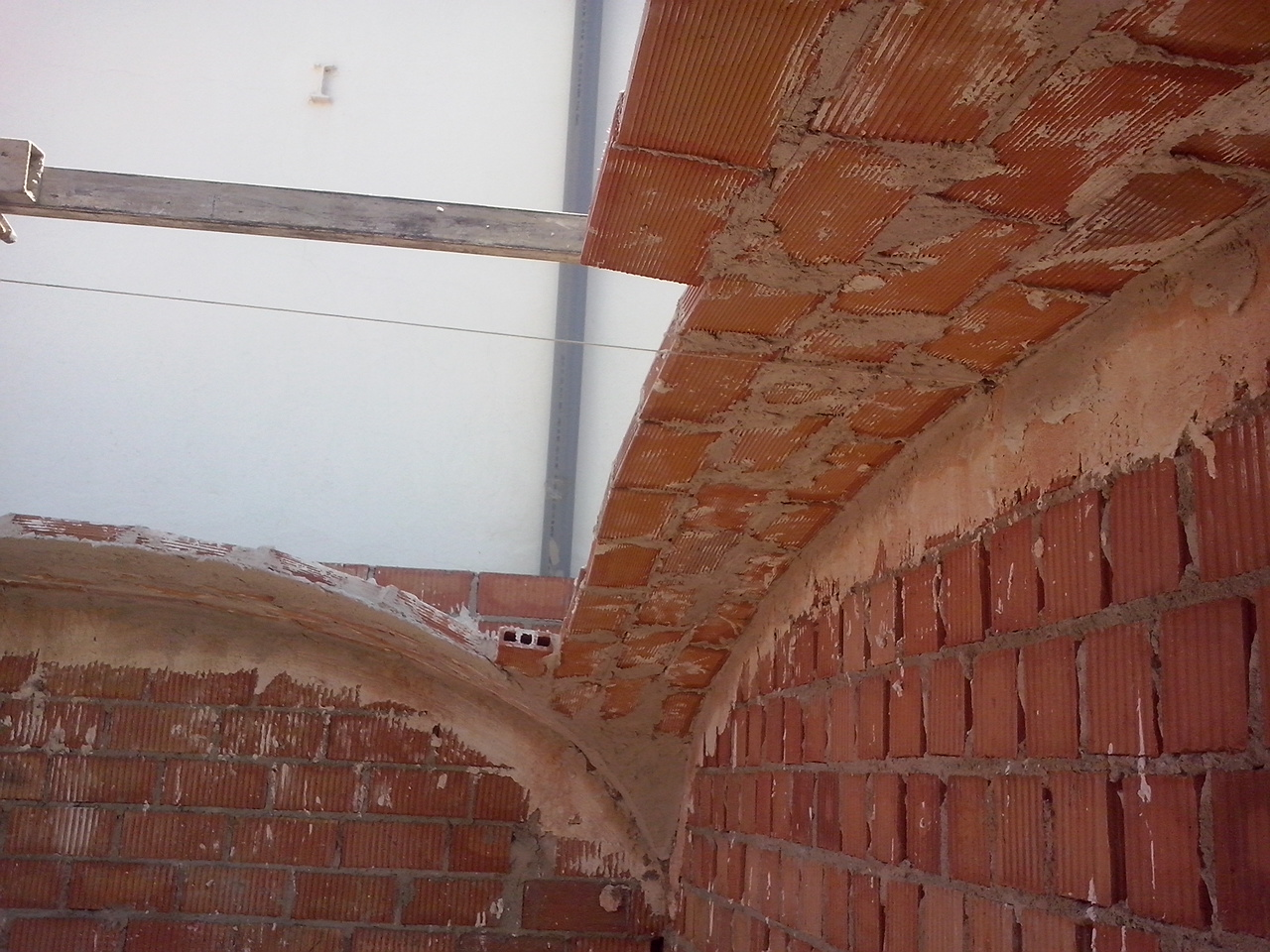
Baubeginn.
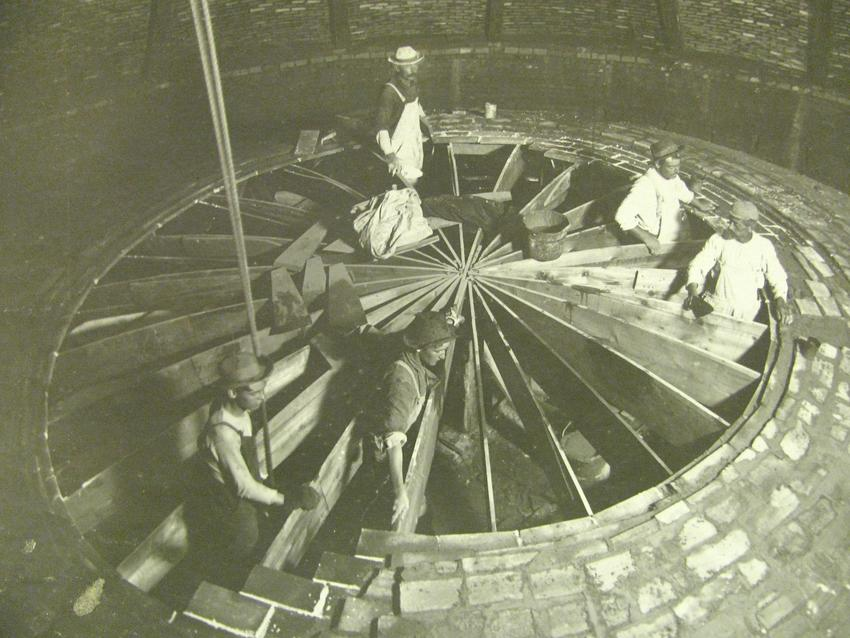
Bauprozess.